# Flexibelt gensvar
Flexibelt gensvar är en kärnvapenstrategi framlagd av John F. Kennedy 1961 som ersatte Dwight D. Eisenhowers doktrin om massiv vedergällning. Flexibelt gensvar innebar flera alternativ, inte bara att använda kärnvapen, för att hantera en fiendes angrepp. Man ville ha andra val än "skamlig reträtt eller obegränsad vedergällning", som Kennedy uttryckte det. Man skulle först försöka angripa fiendens militär, inte dess civilbefolkning. Strategin tänktes ut av Robert McNamara och många ser den som en anledning till att Frankrike gick ur NATO:s styrkor.